# Ziua Mediteranei

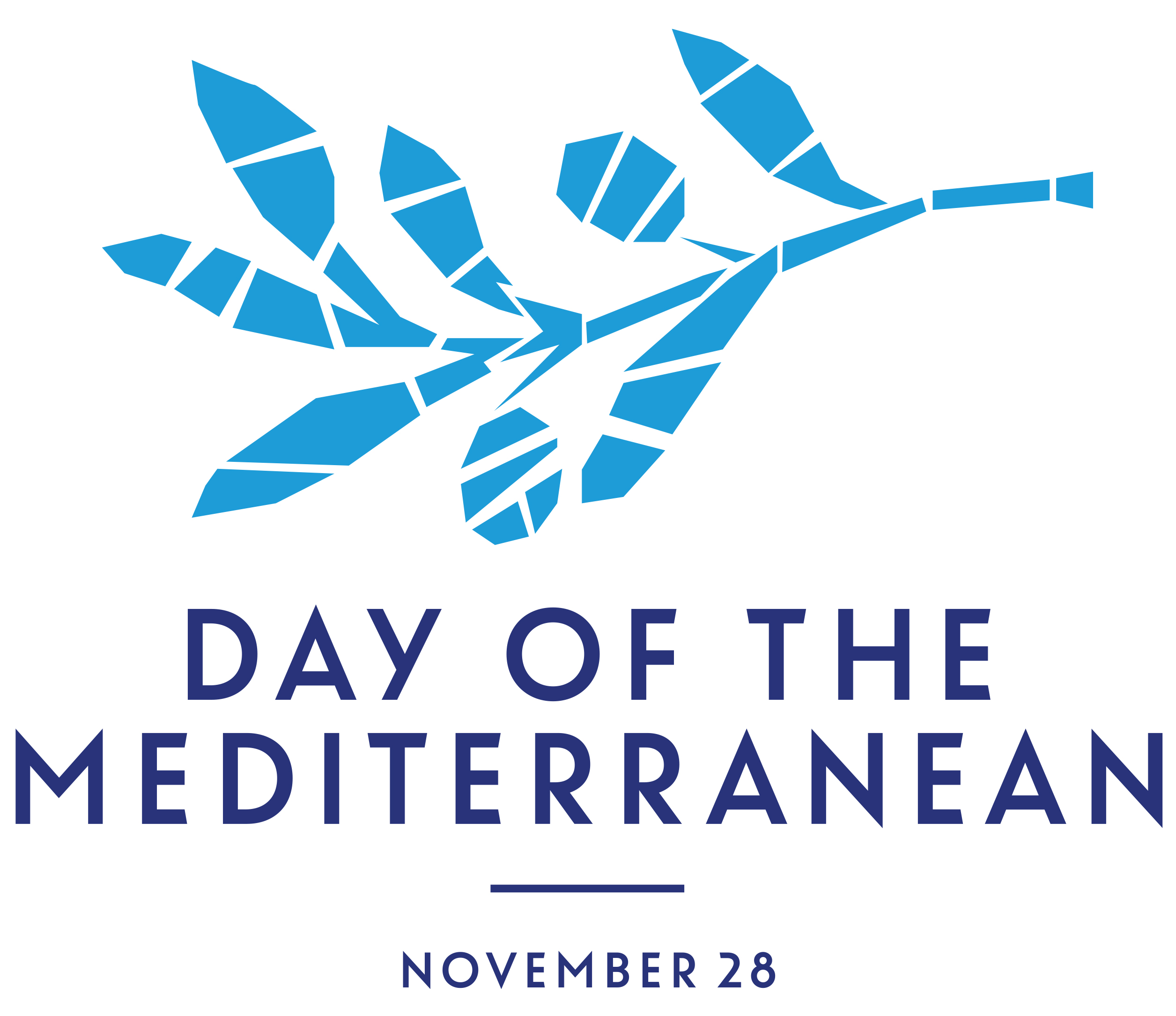
Marea Mediterana, cea mai mare din lume,este cuprinsa intre Europa centrala, Asia occidentala si Africa de nord, comunicand cu Oceanul Atlantic. Ea a fost numita inca din antichitate.

Ziua Mediteranei (cunoscută și sub numele de Ziua Mediteraneeană) este sărbătorită pe 28 noiembrie cu scopul de a promova o identitate mediteraneeană comună, promovând în același timp schimburile interculturale și îmbrățișând diversitatea regiunii. De asemenea, a fost concepută pentru a contribui la creșterea vizibilității eforturilor întreprinse de toate organizațiile și cetățenii care lucrează zilnic pentru a spori cooperarea și integrarea în regiunea euro-mediteraneeană.
Ziua Mediteranei are loc pe 28 noiembrie pentru a coincide cu lansarea Procesului de la Barcelona din 1995, care a dus la angajamentul țărilor euro-mediteraneene de a transforma regiunea într-un spațiu comun pentru pace, stabilitate, progres social-economic comun și dialog între popoare [1] și a condus la crearea instituției Uniunea pentru Mediterană (UfM) [2] în 2008. Aceasta este sărbătorită în țările aflate chiar în bazinul mediteraneean, inclusiv statele membre ale Uniunii Europene.

## Accentul cultural
În semn de recunoaștere a contribuției pe care oamenii din Mediterană o aduc civilizației de milenii, Ziua Mediteranei este un mijloc de a canaliza aceasta bogăție și diversitate a culturii în contextul secolului 21. Prin urmare, această dimensiune culturală este o componentă importantă, întrucât scopul Zilei Mediteranei este să sărbătoreasca identitatea mediteraneeană unică, dar diversă. Acest lucru este încurajat prin evenimente, expoziții și festivaluri locale și internaționale din regiune, în vederea consolidării legăturilor dintre oamenii din jurul țărmurilor sale prin promovarea schimburilor și dialogului intercultural.

## Antecedente
Ziua Mediteranei a fost inspirată în parte de Procesul de la Barcelona, care a fost lansat la Conferința Euro-Mediteraneeană de la Barcelona la 28 noiembrie 1995, cu scopul de a consolida relațiile dintre Europa și țările sud-mediteraneene. Miniștrii afacerilor externe din UE și din cele 12 țări din sudul și estul Mediteranei au ținut conferința și au semnat o declarație pentru lansarea Procesului de Parteneriat Euro-Mediteraneean. Procesul de la Barcelona ar avea ca rezultat crearea Uniunii pentru Mediterană în 2008, instituția împuternicită să conducă această viziune în întreaga regiune și care este acum formată din 42 de state membre. La 28 noiembrie 2020, toate cele 42 de state membre UfM au anunțat sărbătorirea primei zile internaționale a Mediteranei la cel de-al 5-lea Forum Regional UfM, care a avut loc în comemorarea a 25 de ani de la Procesul de la Barcelona.